# Campionati del mondo a squadre di marcia 2018
I Campionati del mondo a squadre di marcia 2018 (2018 IAAF World Race Walking Team Championships) si è svolta a Taicang, in Cina, nei giorni 5 e 6 maggio. Per la prima volta, in attesa dell'ufficialità da parte di IAAF, alle donne è stato permesso di gareggiare nella 50 km individualmente e come squadra  nazionale.

## Medagliati

### Uomini
| Specialità                    | Oro                                                    | Prestazione | Argento                                                      | Prestazione | Bronzo                                            | Prestazione |
| 20 km                         | Kōki Ikeda                                             | 1h21'13"    | Wang Kaihua                                                  | 1h21'22"    | Massimo Stano                                     | 1h21'33"    |
| 50 km                         | Hirooki Arai                                           | 3h44'25"    | Hayato Katsuki                                               | 3h44'31"    | Satoshi Mauro                                     | 3h44'52"    |
| 10 km juniores                | Zhang Yao                                              | 40'07"      | Wang Zhaozhao                                                | 40'12"      | José Eduardo Ortiz                                | 40'17"      |
| Gara a squadre 20 km          | Giappone Kōki Ikeda Toshikazu Yamanishi Isamu Fujisawa | 12 pt.      | Italia Massimo Stano Francesco Fortunato Giorgio Rubino      | 29 pt.      | Cina Wang Kaihua Jin Xiangqian Niu Wenchao        | 42 pt.      |
| Gara a squadre 50 km          | Giappone Hirooki Arai Hayato Katsuki Satoshi Mauro     | 10 pt.      | Ucraina Mar'jan Zakal'nyc'kyj Ivan Banzeryk Valerij Litanjuk | 29 pt.      | Polonia Rafał Augustyn Rafał Sikora Adrian Błocki | 37 pt.      |
| Gara a squadre juniores 10 km | Cina Zhang Yao Wang Zhaozhao                           | 3 pt.       | Giappone Shō Sakazaki Hiroto Jūsho                           | 14 pt.      | Australia Kyle Swan Declan Tingay                 | 24 pt.      |

### Donne
| Specialità                    | Oro                                     | Prestazione | Argento                                                             | Prestazione | Bronzo                                                    | Prestazione |
| 20 km                         | María Guadalupe González                | 1h26'38"    | Qieyang Shenjie                                                     | 1h27'06"    | Yang Jiayu                                                | 1h27'22"    |
| 50 km (dettagli)              | Liang Rui                               | 4h04'36"    | Yin Hang                                                            | 4h09'09"    | Claire Tallent                                            | 4h09'33"    |
| 10 km juniores                | Alegna González                         | 45'08"      | Glenda Morejón                                                      | 45'13"      | Nanako Fujii                                              | 45'29"      |
| Gara a squadre 20 km          | Cina Qieyang Shenjie Yang Jiayu Wang Na | 17 pt.      | Italia Eleonora Anna Giorgi Valentina Trapletti Antonella Palmisano | 38 pt.      | Spagna Maria Pérez Laura García-Caro Raquel González      | 40 pt.      |
| Gara a squadre 50 km          | Cina Liang Rui Yin Hang Ma Faying       | 8 pt.       | Ecuador Paola Viviana Pérez Johana Ordóñez Magaly Bonilla           | 21 pt.      | Ucraina Chrystyna Judkina Vasylyna Vitovščyk Alina Cvilij | 40 pt.      |
| Gara a squadre juniores 10 km | Cina Li Wenxiu Ma Li                    | 10 pt.      | Ecuador Glenda Morejón Paula Milena Torres                          | 13 pt.      | Turchia Meryem Bekmez Ayşe Tekdal                         | 25 pt.      |